# تشارلز تورنر (لاعب كرة الماء)
تشارلز تورنر (بالإنجليزية: Charles Turner)‏ هو لاعب كرة الماء أسترالي، ولد في 3 سبتمبر 1953 في Ardrossan ‏ في المملكة المتحدة.

## وصلات خارجية
- تشارلز تورنر على موقع اللجنة الأولمبية الدولية (الإنجليزية)
- تشارلز تورنر على موقع أوليمبيديا (الإنجليزية)
- تشارلز تورنر على موقع اللجنة الأولمبية الأسترالية (الإنجليزية)